# Saison 2021-2022 du Racing 92
Cette page présente la saison 2021-2022 du Racing 92 en Top 14 et en Coupe d'Europe.
Troisième de la saison régulière et éliminé en demi-finale de la saison 2020-2021 du Top 14, le Racing 92 aborde la saison 2021-2022 comme l'un des principaux favoris avec les deux premiers de la saison précédente, le Stade toulousain et le Stade rochelais. En Coupe d'Europe, le Racing, éliminé par l'Union Bordeaux Bègles en quart-de-finale la saison précédente, affronta les Ospreys gallois et les Northampton Saints durant les matches de poule, puis se débarrassa de son voisin du Stade français avant de disposer des Sale Sharks en quart de finale. Il est cependant éliminé face aux futurs champions rochelais en demi-finale. Après s'être qualifié pour les phases finales en obtenant la 6e place du Top 14, le Racing est éliminé en barrages face à l'Union Bordeaux Bègles.

## Entraîneurs
- Laurent Travers : directeur général du rugby
- Yannick Nyanga : directeur sportif
- Didier Casadeï : avants
- Mike Prendergast : trois-quarts
- Dimitri Szarzewski : entraineur
- Philippe Doussy : skills

## Transferts et prolongations
À l'intersaison, le Racing ne recrute comme joueur que le deuxième ligne international Baptiste Pesenti, en provenance de la Section paloise et récupère le fidjien Ben Volavola, prêté un an à l'USA Perpignan. En revanche, plusieurs joueurs quittent l'effectif : Antonie Claassen part jouer en Nationale, dans le club de Suresnes, Donnacha Ryan prend sa retraite, Dominic Bird retourne en Nouvelle-Zélande, François Trinh-Duc et Simon Zebo sont transférés respectivement à l'Union Bordeaux Bègles et au Munster, tandis que l'argentin Emiliano Boffelli n'est «pas conservé» par le staff francilien.
En cours de saison, à la suite des blessures successives de Teddy Iribaren et Nolann le Garrec ainsi que de celle de Baptiste Pesenti entraînant leurs absences pour une longue durée, l'équipe accueille comme Jokers médicaux les deuxième ligne Victor Moreaux, arrivant d'Agen, et Anton Bresler, libéré par les Worcester Warriors et le demi-de-mêlée australien Mitchell Short, venant des Waratahs.
En novembre 2021, Le président Lorenzetti annonce l'arrivée du pilier sud-africain champion du monde Trevor Nyakane, pour une durée de trois ans, dans la perspective de densifier et encadrer le jeune pack francilien.
En janvier 2022, Dorian Laborde rejoint le RC Toulon en tant que joker médical. De plus, les dirigeants franciliens prêtent le pilier géorgien Gia Kharaishvili à l'USON Nevers, en ProD2.

Le 4 mai, le club a indiqué via son compte twitter qu'il avait prolongé 14 joueurs et un entraîneur. Il s'agit aussi bien de joueurs cadres et emblématiques de l'effectif francilien, comme Henry Chavancy, Eddy Ben Arous ou Juan Imhoff, que de jeunes prometteurs, comme Nolann Le Garrec, Max Spring ou Ibrahim Diallo. De plus, l'entraîneur de la défense et ancien talonneur Dimitri Szarzewski prolonge son contrat de deux ans.

## Effectif

### Effectif professionnel
| Nom                   | Poste            | Naissance         | Nationalité sportive | International | Dernier club         | Arrivée au club (année) |
| --------------------- | ---------------- | ----------------- | -------------------- | ------------- | -------------------- | ----------------------- |
| Eddy Ben Arous        | Pilier           | 25 août 1990      | France               | 20 (0)        | US Tours             | 2008                    |
| Georges-Henri Colombe | Pilier           | 9 avril 1998      | France               |               | USO Nevers           | 2018                    |
| Guram Gogichashvili   | Pilier           | 4 septembre 1998  | Géorgie              | 31 (10)       | RC Locomotive        | 2018                    |
| Cedate Gomes Sa       | Pilier           | 7 août 1993       | France               | 10 (5)        | Saint-Nazaire        | 2011                    |
| Gia Kharaishvili      | Pilier           | 13 février 1999   | Géorgie              | 5 (0)         | Formé au club        | 2018                    |
| Hassane Kolingar      | Pilier           | 6 mars 1998       | France               | 3 (0)         | Formé au club        | 2019                    |
| Ali Oz                | Pilier           | 28 mai 1995       | France               |               | FC Grenoble          | 2019                    |
| Trevor Nyakane        | Pilier           | 4 mai 1989        | Afrique du Sud       | 52 (5)        | Bulls                | 2021                    |
| Teddy Baubigny        | Talonneur        | 2 septembre 1998  | France               | 1 (0)         | RC pays de Meaux     | 2013                    |
| Camille Chat          | Talonneur        | 18 décembre 1995  | France               | 33 (10)       | Formé au club        | 2013                    |
| Kevin Le Guen         | Talonneur        | 17 novembre 1990  | France               |               | Soyaux Angoulême XV  | 2019                    |
| Boris Palu            | 2e ligne         | 4 février 1996    | France               | 2 (0)         | Formé au club        | 2015                    |
| Luke Jones            | 2e ligne         | 2 avril 1991      | Australie            | 6 (0)         | Melbourne Rebels     | 2020                    |
| Baptiste Pesenti      | 2e ligne         | 3 juillet 1997    | France               | 4 (0)         | Section paloise      | 2021                    |
| Victor Moreaux        | 2e ligne         | 19 septembre 1993 | France               |               | SU Agen              | 2021                    |
| Anton Bresler         | 2e ligne         | 16 février 1988   | Namibie              |               | Worcester Warriors   | 2021                    |
| Baptiste Chouzenoux   | 3e ligne aile    | 7 août 1993       | France               |               | Aviron bayonnais     | 2017                    |
| Ibrahim Diallo        | 3e ligne aile    | 26 janvier 1998   | France               | 2 (0)         | Formé au club        | 2018                    |
| Wenceslas Lauret      | 3e ligne aile    | 28 mars 1989      | France               | 27 (5)        | Biarritz olympique   | 2013                    |
| Bernard Le Roux       | 3e ligne aile    | 4 juin 1989       | France               | 47 (0)        | Boland Cavaliers     | 2009                    |
| Fabien Sanconnie      | 3e ligne aile    | 21 février 1995   | France               | 5 (0)         | CA Brive             | 2018                    |
| Yoan Tanga Mangene    | 3e ligne aile    | 29 novembre 1996  | France               | 2 (0)         | SU Agen              | 2019                    |
| Jordan Joseph         | 3e ligne centre  | 31 juillet 2000   | France               |               | RC Massy             | 2018                    |
| Teddy Iribaren        | Demi de mêlée    | 25 septembre 1990 | France               | 2 (0)         | CA Brive             | 2017                    |
| Nolann Le Garrec      | Demi de mêlée    | 14 mai 2002       | France               |               | Formé au club        | 2020                    |
| Maxime Machenaud      | Demi de mêlée    | 30 décembre 1988  | France               | 38 (149)      | SU Agen              | 2012                    |
| Mitchell Short        | Demi de mêlée    | 25 mai 1995       | Australie            |               | NSW Waratahs         | 2021                    |
| Antoine Gibert        | Demi d'ouverture | 31 décembre 1997  | France               |               | Formé au club        | 2019                    |
| Finn Russell          | Demi d'ouverture | 23 septembre 1992 | Écosse               | 63 (224)      | Glasgow Warriors     | 2018                    |
| Ben Volavola          | Demi d'ouverture | 13 janvier 1991   | Fidji                | 43 (284)      | USA Perpignan        | 2021                    |
| Henry Chavancy        | Centre           | 22 mai 1988       | France               | 5 (10)        | Formé au club        | 2007                    |
| Olivier Klemenczak    | Centre           | 1er juin 1996     | France               |               | US Dax               | 2018                    |
| Virimi Vakatawa       | Centre           | 1er mai 1992      | France               | 32 (50)       | Formé au club        | 2017                    |
| Gaël Fickou           | Centre           | 26 mars 1994      | France               | 71 (60)       | Stade Français Paris | 2021                    |
| Louis Dupichot        | Ailier           | 23 septembre 1995 | France               |               | Section paloise      | 2017                    |
| Juan Imhoff           | Ailier           | 11 mai 1988       | Argentine            | 40 (75)       | Duendes RC           | 2011                    |
| Dorian Laborde        | Ailier           | 30 décembre 1996  | France               |               | Stade montois        | 2019                    |
| Teddy Thomas          | Ailier           | 18 septembre 1993 | France               | 28 (75)       | Biarritz olympique   | 2014                    |
| Donovan Taofifénua    | Ailier           | 30 mars 1999      | France               | -             | ASM Clermont         | 2020                    |
| Kurtley Beale         | Arrière          | 6 janvier 1989    | Australie            | 98 (169)      | NSW Waratahs         | 2020                    |
| Max Spring            | Arrière          | 15 mars 2001      | France               | 1 (0)         | Formé au club        | 2020                    |

### Capitaines
Blessé depuis la fin de la saison 2020-2021, Henry Chavancy, capitaine emblématique du Racing laisse le brassard de capitaine à Gaël Fickou au début de la saison qui alternera avec Virimi Vakatawa (1 fois). Henry Chavancy reviendra en tant que titulaire lors de la 7e journée face à Toulon et récupèrera son rôle de capitaine. Le capitanat alternera ensuite entre Chavancy (10 fois), Gaël Fickou (12 fois), Camille Chat (5 fois) et Maxime Machenaud (1 fois), le talonneur profitant des appels en Bleus de Fickou et Vakatawa. Teddy Baubigny aura pour la première fois de sa carrière le rôle de capitaine face au Biarritz olympique.

## Déroulement de la saison

### Début de saison (J1-J13 de Top 14, J1-J2 de Coupe d'Europe)
Troisième de la saison précédente et un des principaux favoris de la compétition, le Racing entame cette saison par un derby francilien en se déplaçant au Stade français. Les racingmen remportent la rencontre sur le score de 36 à 21. Lors de la deuxième journée, le Racing reçoit La Rochelle, tombée à domicile lors de la première journée face au champion en titre toulousain. Les racingmen l'emporte dans ce qui semble être la revanche de la demi-finale de la saison passée, perdue par les ciel-et-blancs. Grâce à cette victoire sur le score de 23 à 10, les racingmen occupent la deuxième place du classement derrière le Stade toulousain, lui aussi deux fois victorieux, à la fin de la deuxième journée. Cependant, le club chute pour la première fois de la saison à Biarritz, sur le score de 28 à 19. Les racingmen connaissent leur deuxième défaite face à Clermont lors de la 5e journée mais réussit à se maintenir dans le top 6. Après une victoire poussive chez lui face à l'USAP et une prestation plus convaincante à Toulon, le Racing chute pour la première fois à domicile face à Montpellier lors de la 8e journée. Il se reprend la journée suivante en faisant chuter le champion en titre et leader toulousain. Cette victoire, qui a fait chuter le Stade toulousain de la première place, permet aux racingmen de retrouver le top 3.

Après cette victoire sur Toulouse, le Racing fût défait trois fois de suite par Brive, Bordeaux (à domicile) et Castres ce qui le fit chuter de la 3e à la 8e place, sortant ainsi du Top 6. À l'inverse, les racingmen lancent leur campagne européenne de la meilleure des manières en battant largement à l'extérieur les Northampton Saints 14 à 45, bonus offensif à la clé. La semaine suivante, ils sont déclarés vainqueurs par forfait de leur confrontation face aux Ospreys, après la détection de nombreux cas de COVID-19 dans les rangs gallois. Ils remportent donc la rencontre sur tapis vert avec le score de 28-0 et le bonus offensif, ce qui les place à la première place de leur poule avec dix points alors que les autres oppositions franco-britanniques de la journée sont reportées quelques heures plus tard à la suite de la restriction des flux de voyageurs entre le Royaume-Uni et le continent. Le dernier match de l'année face à la Section paloise est annulé à cause de cas positifs dans les rangs du Racing.

### Seconde moitié de la saison (J14-J26 de Top 14, J3-J4 de Coupe d'Europe)
Le Racing ne rejoue que lors de la 14e journée de Top 14 au LOU où il s'incline dans les derniers instants à cause d'un essai de Couilloud, pour une quatrième défaite consécutive en championnat. Le club francilien renoue avec la victoire en championnat face à Clermont juste avant la fenêtre européenne, où le Racing remporte à l'extérieur son match face aux Ospreys (10-25) et voit une nouvelle fois son adversaire, les Northampton Saints, être atteint par des cas de covid, ce qui lui vaut une seconde victoire sur tapis vert. À l'issue de la 4e journée, le Racing tient donc la 1re place de son groupe, ce qui le qualifie en huitième de finale avec l'avantage de recevoir la manche retour. Le Racing y retrouve son voisin du Stade français, qui a fini 8e de l'autre groupe. En championnat, le Racing 92 confirme son retour à un meilleur niveau en signant une série de six victoires consécutives, battant notamment le Stade toulousain (15-20) et le leader bordelais (13-16) grâce à une pénalité sur la sirène, infligeant à ces deux formation leur première défaite à domicile de la saison. Durant cette série les racingmen s'imposent face à Brive (57-19), Pau (35-29) et Castres (45-25) à domicile et celle-ci leur permet de remonter de la 10e place à la 4e à la 19e journée. Cependant, lors de la 20e journée de Top 14, le Racing voit se finir sa série de sept matches sans défaites toutes compétitions confondues en étant battu par l'USA Perpignan (34-13) à l'extérieur. Après une nouvelle défaite à La Rochelle (19-0), où le Racing est fanny pour la première fois de la saison, le Racing entame une série de trois matches en trois semaines face au Stade français (une rencontre de Top 14 et deux pour la Coupe d'Europe), dont le premier se solde par une large victoire sur le score de 53 à 20 (plus large victoire du Racing face à son voisin). Après deux autres succès en Coupe d'Europe face à leur voisin, le Racing retrouve le championnat où il bat successivement avec le bonus offensif les équipes de Biarritz (40-7) et Pau (21-42). Après son élimination en demi-finale de Coupe d'Europe, les racingmen sont défaits au GGL Stadium face à Montpellier, ce qui les obligea à remporter leur match de la dernière journée face à Toulon (21-16) pour se qualifier pour les phases finales de Top 14. 

## Calendrier et résultats

### En Supersevens
| Étape   | Stade                  | Ville           | Date             | Nombre de participants | Vainqueur              | Place du Racing |
| ------- | ---------------------- | --------------- | ---------------- | ---------------------- | ---------------------- | --------------- |
| Étape 1 | Stade Maurice-David    | Aix-en-Provence | 14 août 2021     | 16                     | Section paloise sevens | 2e              |
| Étape 2 | Stade Ernest-Wallon    | Toulouse        | 21 août 2021     | 16                     | Monaco rugby sevens    | 6e              |
| Étape 3 | Stade Marcel-Deflandre | La Rochelle     | 28 août 2021     | 16                     | Monaco rugby sevens    | 8e              |
| Finale  | Paris La Défense Arena | Nanterre        | 13 novembre 2021 | 8                      | Barbarians sevens      | 3e              |

### Top 14 et Coupe d'Europe
| Date du match     | Heure      | Domicile              | Extérieur             | Score               | Lieu du match              | Diffusion TV                      | Compétition                        | Classement |
| ----------------- | ---------- | --------------------- | --------------------- | ------------------- | -------------------------- | --------------------------------- | ---------------------------------- | ---------- |
| 4 septembre 2021  | 18:15 CEST | Stade français        | Racing 92             | 21 - 36             | Stade Jean-Bouin           | Canal+                            | 01re journée de Top 14             | 2e         |
| 11 septembre 2021 | 21:05 CEST | Racing 92             | Stade rochelais       | 23 - 10             | Paris La Défense Arena     | Canal+                            | 02e journée de Top 14              | 2e         |
| 18 septembre 2021 | 15:00 CEST | Biarritz olympique    | Racing 92             | 28 - 19             | Parc des sports d'Aguiléra | Canal+ Décalé (multiplex), Rugby+ | 03e journée de Top 14              | 6e         |
| 25 septembre 2021 | 17:00 CEST | Racing 92             | Lyon OU               | 24 - 20             | Paris La Défense Arena     | Canal+                            | 04e journée de Top 14              | 2e         |
| 3 octobre 2021    | 21:05 CEST | ASM Clermont          | Racing 92             | 26 - 17             | Stade Marcel-Michelin      | Canal+                            | 05e journée de Top 14              | 8e         |
| 9 octobre 2021    | 17:00 CEST | Racing 92             | USA Perpignan         | 17 - 14             | Paris La Défense Arena     | Canal+ Décalé (multiplex), Rugby+ | 06e journée de Top 14              | 4e         |
| 16 octobre 2021   | 21:05 CEST | RC Toulon             | Racing 92             | 20 - 27             | Stade Mayol                | Canal+                            | 07e journée de Top 14              | 4e         |
| 23 octobre 2021   | 17:00 CEST | Racing 92             | Montpellier HR        | 21 - 32             | Paris La Défense Arena     | Canal+                            | 08e journée de Top 14              | 4e         |
| 31 octobre 2021   | 21:05 CET  | Racing 92             | Stade toulousain      | 27 - 18             | Paris La Défense Arena     | Canal+                            | 09e journée de Top 14              | 3e         |
| 6 novembre 2021   | 17:00 CET  | CA Brive              | Racing 92             | 12 - 10             | Stade Amédée-Domenech      | Canal+                            | 10e journée de Top 14              | 5e         |
| 28 novembre 2021  | 21:05 CET  | Racing 92             | Union Bordeaux Bègles | 14 - 37             | Paris La Défense Arena     | Canal+                            | 11e journée de Top 14              | 6e         |
| 4 décembre 2021   | 15:00 CET  | Castres olympique     | Racing 92             | 25 - 3              | Stade Pierre-Fabre         | Canal+ (multiplex), Rugby+        | 12e journée de Top 14              | 8e         |
| 10 décembre 2021  | 21:00 CET  | Northampton Saints    | Racing 92             | 14 - 45             | Franklin's Gardens         | beIN Sports 1                     | 01re journée d'ERCC1               | 2e         |
| Rencontre annulée | -          | Racing 92             | Ospreys               | 28 - 0 (tapis vert) | Paris La Défense Arena     | -                                 | 02e journée d'ERCC1                | 1er        |
| Reporté           | -          | Racing 92             | Section paloise       | -                   | Paris La Défense Arena     | -                                 | 13e journée de Top 14              | 8e         |
| 2 janvier 2022    | 18:00 CET  | Lyon OU               | Racing 92             | 37 - 35             | Matmut Stadium Gerland     | Canal+                            | 14e journée de Top 14              | 10e        |
| 8 janvier 2022    | 21:05 CET  | Racing 92             | ASM Clermont          | 33 - 28             | Paris La Défense Arena     | Canal+                            | 15e journée de Top 14              | 8e         |
| 15 janvier 2022   | 16:15 CET  | Ospreys               | Racing 92             | 10 - 25             | Liberty Stadium            | beIN Sports 2, France 2           | 03e journée d'ERCC1                | 1er        |
| Rencontre annulée | -          | Racing 92             | Northampton Saints    | 28 - 0 (tapis vert) | Paris La Défense Arena     | -                                 | 04e journée d'ERCC1                | 1er        |
| 29 janvier 2022   | 21:05 CET  | Stade toulousain      | Racing 92             | 15 - 20             | Stade Ernest-Wallon        | Canal+                            | 16e journée de Top 14              | 8e         |
| 5 février 2022    | 17:00 CET  | Racing 92             | CA Brive              | 57 - 19             | Paris La Défense Arena     | Canal+ (multiplex), Rugby+        | 17e journée de Top 14              | 6e         |
| 12 février 2022   | 14:15 CET  | Racing 92             | Section paloise       | 35 - 29             | Paris La Défense Arena     | Canal+ (multiplex), Rugby+        | 13e journée de Top 14              | 5e         |
| 20 février 2022   | 21:05 CET  | Union Bordeaux Bègles | Racing 92             | 13 - 16             | Stade Chaban-Delmas        | Canal+                            | 18e journée de Top 14              | 5e         |
| 26 février 2022   | 17:15 CET  | Racing 92             | Castres olympique     | 45 - 25             | Paris La Défense Arena     | Canal+ (multiplex), Rugby+        | 19e journée de Top 14              | 4e         |
| 5 mars 2022       | 17:00 CET  | USA Perpignan         | Racing 92             | 34 - 13             | Stade Aimé-Giral           | Canal+ (multiplex), Rugby+        | 20e journée de Top 14              | 6e         |
| 26 mars 2022      | 17:00 CET  | Stade rochelais       | Racing 92             | 19 - 0              | Stade Marcel-Deflandre     | Canal+ (multiplex), Rugby+        | 21e journée de Top 14              | 7e         |
| 3 avril 2022      | 21:05 CET  | Racing 92             | Stade français        | 53 - 20             | Paris La Défense Arena     | Canal+                            | 22e journée de Top 14              | 6e         |
| 9 avril 2022      | 18:30 CET  | Stade français        | Racing 92             | 9 - 22              | Stade Jean-Bouin           | beIN Sports 1                     | Huitièmes de finale aller d'ERCC1  | -          |
| 17 avril 2022     | 16:30 CET  | Racing 92             | Stade français        | 33 - 22             | Paris La Défense Arena     | beIN Sports 2                     | Huitièmes de finale retour d'ERCC1 | Qualifié   |
| 23 avril 2022     | 17:15 CET  | Racing 92             | Biarritz olympique    | 40 - 7              | Paris La Défense Arena     | Canal+ (multiplex), Rugby+        | 23e journée de Top 14              | 5e         |
| 30 avril 2022     | 17:00 CET  | Section paloise       | Racing 92             | 21 - 42             | Stade du Hameau            | Canal+ (multiplex), Rugby+        | 24e journée de Top 14              | 4e         |
| 8 mai 2022        | 16:00 CET  | Racing 92             | Sale Sharks           | 41 - 22             | Paris La Défense Arena     | beIN Sports, France 2             | Quart de finale d'ERCC1            | Qualifié   |
| 15 mai 2022       | 16:00 CET  | Racing 92             | Stade rochelais       | 13 - 20             | Stade Bollaert-Delelis     | beIN Sports, France 2             | Demi-finale d'ERCC1                | Éliminé    |
| mai 2022          | 17:15 CET  | Montpellier HR        | Racing 92             | 22 - 13             | GGL Stadium                | Canal+ (multiplex), Rugby+        | 25e journée de Top 14              | 5e         |
| 5 juin 2022       | 21:05 CET  | Racing 92             | RC Toulon             | 21 - 16             | Paris La Défense Arena     | Canal+ (multiplex), Rugby+        | 26e journée de Top 14              | 6e         |
| 12 juin 2022      | 21:05 CEST | Union Bordeaux Bègles | Racing 92             | 36 - 16             | Stade Chaban-Delmas        | Canal+                            | Barrage de Top 14                  | Éliminé    |

## Classement

### Évolution du classement en phase régulière du Top 14
Pour des raisons techniques, il est temporairement impossible d'afficher le graphique qui aurait dû être présenté ici.

#### Classement Top 14
| Rang | Club                  | J  | V  | N | D  | Bo | Bd | Pm  | Pe  | Diff | Pts |
| ---- | --------------------- | -- | -- | - | -- | -- | -- | --- | --- | ---- | --- |
| 1    | Castres olympique     | 26 | 17 | 1 | 8  | 5  | 1  | 565 | 529 | +36  | 76  |
| 2    | Montpellier HR        | 26 | 15 | 2 | 9  | 4  | 6  | 619 | 503 | +116 | 74  |
| 3    | Union Bordeaux Bègles | 26 | 15 | 1 | 10 | 5  | 5  | 610 | 484 | +126 | 72  |
| 4    | Stade toulousain      | 26 | 15 | 0 | 11 | 6  | 5  | 638 | 432 | +206 | 71  |
| 5    | Stade rochelais       | 26 | 15 | 0 | 11 | 6  | 5  | 640 | 466 | +174 | 71  |
| 6    | Racing 92             | 26 | 16 | 0 | 10 | 4  | 2  | 661 | 568 | +93  | 70  |
| 7    | ASM Clermont          | 26 | 14 | 0 | 12 | 6  | 4  | 649 | 557 | +92  | 66  |
| 8    | RC Toulon             | 26 | 13 | 2 | 11 | 4  | 5  | 572 | 504 | +68  | 65  |
| 9    | Lyon OU               | 26 | 13 | 0 | 13 | 6  | 6  | 637 | 558 | +79  | 64  |
| 10   | Section paloise       | 26 | 11 | 1 | 14 | 1  | 3  | 568 | 664 | -96  | 50  |
| 11   | Stade français Paris  | 26 | 11 | 0 | 15 | 2  | 4  | 544 | 651 | -107 | 50  |
| 12   | CA Brive              | 26 | 9  | 1 | 16 | 4  | 4  | 453 | 631 | -178 | 46  |
| 13   | USA Perpignan P       | 26 | 9  | 0 | 17 | 2  | 5  | 491 | 664 | -173 | 43  |
| 14   | Biarritz olympique P  | 26 | 5  | 0 | 21 | 1  | 3  | 449 | 885 | -436 | 24  |

## Matches en phases finale

### En Top 14

#### Barrages
6e et dernier qualifié de la phase régulière de top 14, le Racing 92 affronte l'Union Bordeaux Bègles, 3e, à Chaban-Delmas en barrage pour les demi-finales. Le Racing avait remporté la rencontre à Bordeaux durant la phase régulière mais s'était inclinée à domicile face à ces bordelais.
Lors de ce match de barrage, le Racing parvient à résister aux assauts bordelais en première mi-temps et mène à la pause grâce à un essai de Max Spring, inscrit lors de la seule véritable occasion des racingmen. Cependant les ciels-et-blancs ne maîtrisent pas l'entame de seconde période et encaissent trois essais en dix minutes. Ils ne reviendront jamais sur ce retard et encaissèrent même un cinquième essai à la dernière minute du match. La saison se finit donc de manière décevante pour les hommes de Laurent Travers, éliminés en demi-finale de Coupe d'Europe et en barrage de championnat.
| 12 juin 2022 21 h 5 | Union Bordeaux Bègles | 36 - 16 (8 - 10) | Racing 92 | Stade Chaban-Delmas, Bordeaux 27 279 spectateurs Arbitre : Mathieu Raynal |
| 12 juin 2022 21 h 5 | Essai(s) : 5 Cordero (20e), Seuteni (47e), Buros (54e), Woki (58e), Lam (80e) Transformation(s) : 4 Lucu (48e,55e,59e), Trinh-Duc (81e) Pénalité(s) : 1 Lucu (5e) |                  | Essai(s) : 1 Spring (39e) Transformation(s) : 1 Le Garrec (40e) Pénalité(s) : 3 Le Garrec (7e,44e), Machenaud (57e) | Stade Chaban-Delmas, Bordeaux 27 279 spectateurs Arbitre : Mathieu Raynal |
| 12 juin 2022 21 h 5 | |                  | | Stade Chaban-Delmas, Bordeaux 27 279 spectateurs Arbitre : Mathieu Raynal |

### En Coupe d'Europe

#### Huitièmes de finale
Qualifié après avoir fini premier de sa poule en Coupe d'Europe, le racing rencontre son voisin du Stade français pour les huitièmes de finales, ces derniers étant les 8e et derniers qualifiés de leur poule. Les deux équipes se rencontrent trois fois en trois weekend consécutif grâce à un hasard du calendrier du championnat. Pour la première fois en Coupe d'Europe, les matches se jouent en phases aller/retour, uniquement pour les huitièmes de finale. Les racingmen ont l'avantage de recevoir le match retour de par leur classement, meilleur que celui de leurs adversaires. Le Racing s'impose lors des deux confrontations, sur le score total de 55 à 31. Il est qualifié en quart de finale où il recevra les Sale Sharks.
Aller:
Au match aller, les Ciels et Blancs, qui sortent d'une large victoire (53-20) face à ces mêmes parisiens, l'emportent sans briller 22 à 9 dans un match où les soldats roses n'ont pas réussi à développer leur jeu. En remportant ce match, le Racing réalise la plus longue série de victoires (4) qu'il n'y ait jamais eu entre ces deux équipes depuis leur retour dans l'élite.
| 19 avril 2022 18 h 30 | Stade français                                                                     | 9 - 22 (6 - 12) | Racing 92 | Stade Jean Bouin, Paris 12 489 spectateurs Arbitre : Luke Pearce |
| 19 avril 2022 18 h 30 | Pénalité(s) : 3 Segonds (37e,40e), Sanchez (70e) Carton(s) rouge(s) : 1 Latu (66e) | Rapport         | Essai(s) : 1 Fickou (60e) Transformation(s) : 1 Le Garrec (60e) Pénalité(s) : 5 Le Garrec (14e, 20e 23e 30e 76e) | Stade Jean Bouin, Paris 12 489 spectateurs Arbitre : Luke Pearce |
| 19 avril 2022 18 h 30 |                                                                                    | Rapport         | | Stade Jean Bouin, Paris 12 489 spectateurs Arbitre : Luke Pearce |

Retour:
Lors du match retour, le Stade français montre plus d'envie en marquant rapidement et en menant 22 - 13 à la mi-temps. Cependant, handicapés par le carton rouge reçu par Naivalu en fin de première mi-temps à la suite de deux cartons jaunes reçus, ils subissent en deuxième mi-temps et concède 20 points sans en inscrire un seul. Le Racing poursuit ainsi sa série record contre son voisin parisien et se qualifie pour un quart de finale à domicile face aux Sale Sharks.
| 17 avril 2022 16 h 30 | Racing 92 | 33 - 22 (13 - 22) | Stade français | Paris La Défense Arena, Nanterre 14 986 spectateurs Arbitre : Nika Amashukeli |
| 17 avril 2022 16 h 30 | Essai(s) : 4 pénalité (35e), Thomas (43e, 77e), Lauret (73e) Transformation(s) : 1 Le Garrec (44e) Pénalité(s) : 3 Le Garrec (19e, 30e, 55e) Carton(s) jaune(s) : 1 Gomes Sa (26e) | Rapport           | Essai(s) : 3 Veainu (5e), Lapègue (21e, 37e) Transformation(s) : 2 Sanchez (5e, 38e) Pénalité(s) : 1 Sanchez (13e) Carton(s) jaune(s) : 2 Naivalu (19e), Castets (26e) Carton(s) rouge(s) : 1 Naivalu (35e) | Paris La Défense Arena, Nanterre 14 986 spectateurs Arbitre : Nika Amashukeli |
| 17 avril 2022 16 h 30 | | Rapport           | | Paris La Défense Arena, Nanterre 14 986 spectateurs Arbitre : Nika Amashukeli |

#### Quart de finale
Ayant fini premier de sa poule, le Racing à l'avantage d'évoluer à domicile durant les phases finales. Il reçoit ainsi les Sharks de Sale, tombeur des Bristol Bears (44-39 au cumulé des scores). Après une première période où le Racing 92 n'arrive pas à développer son jeu et subit la pression du pack anglais, la seconde période est plus libérée pour les ciel-et-blancs qui reprennent vite l'avantage et marquent quatre essais, se qualifiant ainsi pour les demi-finales.
| 8 mai 2022 16 h | Racing 92 | 41 - 22 (6 - 10) | Sale Sharks | Paris La Défense Arena, Nanterre 9 356 spectateurs Arbitre : Andrew Brace |
| 8 mai 2022 16 h | Essai(s) : 4 Thomas (41e), Russell (49e), Imhoff (68e), Spring (80e) Transformation(s) : 3 Le Garrec (42e,50e), Machenaud (80e) Pénalité(s) : 5 Le Garrec (11e,14e,47e,62e,67e) | Rapport          | Essai(s) : 3 Tuilagi (40e), van der Merwe (54e), Curry (73e) Transformation(s) : 2 R.du Preez (40e,55e) Pénalité(s) : 1 R.du Preez (22e) Carton(s) jaune(s) : 1 MacGinty (77e) | Paris La Défense Arena, Nanterre 9 356 spectateurs Arbitre : Andrew Brace |
| 8 mai 2022 16 h | | Rapport          | | Paris La Défense Arena, Nanterre 9 356 spectateurs Arbitre : Andrew Brace |

#### Demi-finale
Après sa victoire face aux Sale Sharks, le Racing se qualifie pour les demi-finales, où il affrontera le Stade rochelais pour une place en finale. Le match aura lieu au Stade Bollaert-Delelis, un concert ayant lieu dans l'arena du Racing à la même date. Les racingmen sont éliminés après un match marqué par une forte indiscipline, le Racing étant pénalisé 19 fois et le Stade Rochelais 12 fois, ainsi que par l'inefficacité des buteurs face aux perches. Les ciel-et-blancs s'inclinent pour la première fois à ce stade de la compétition et laissent les rochelais rejoindre la finale pour la deuxième année consécutive.
| 15 mai 2022 16 h | Racing 92 | 13 - 20 (10 - 8) | Stade rochelais                                                                      | Stade Bollaert-Delelis, Lens 15 552 spectateurs Arbitre : Matthew Carley |
| 15 mai 2022 16 h | Essai(s) : 1 Vakatawa (26e) Transformation(s) : 1 Le Garrec (26e) Pénalité(s) : 2 Le Garrec (3e,51e) Carton(s) jaune(s) : 2 Chat (52e), Gomes Sa (53e) | Rapport          | Essai(s) : 3 Alldritt (40e+2), pénalité (52e), West (80e) Pénalité(s) : 1 West (32e) | Stade Bollaert-Delelis, Lens 15 552 spectateurs Arbitre : Matthew Carley |
| 15 mai 2022 16 h | | Rapport          |                                                                                      | Stade Bollaert-Delelis, Lens 15 552 spectateurs Arbitre : Matthew Carley |

## Maillots
Pour cette saison 2021-2022, le Racing quitte Le Coq sportif pour rejoindre un nouvel équipementier, Nike. Ce partenariat pour cinq saisons donne naissance à un nouveau maillot à domicile, une première en 139 ans d'existence pour le club francilien. Ce maillot conserve les couleurs traditionnelles ciel et blanche mais inaugure un nouveau design. Le maillot extérieur, bleu marine, possède un design plus proche du maillot classique, avec des bandes. Enfin, le 8 décembre 2021, le Racing dévoile son troisième maillot pour la Coupe d'Europe qui débute deux jours après. Celui renoue avec une ancienne tradition des maillots extérieurs du Racing Club de France. En effet, ce maillot est rouge, couleur assez peu vue chez les racingmen ces dernières années. Le maillot reprend donc un design ancien avec un maillot rouge marqué par trois bandes horizontales rappelant les couleurs du club.

## Statistiques

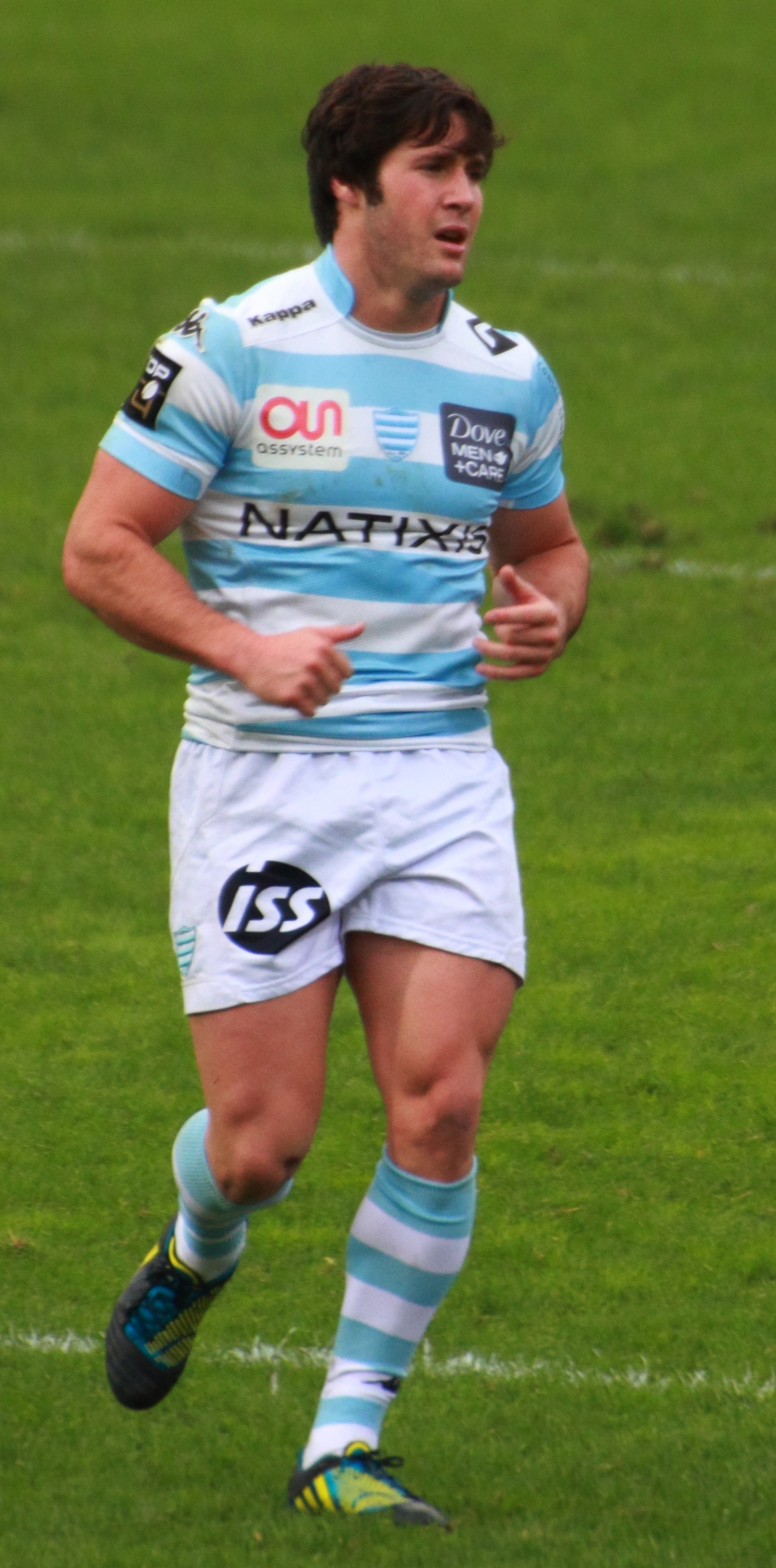
Maxime Machenaud (en 2012)
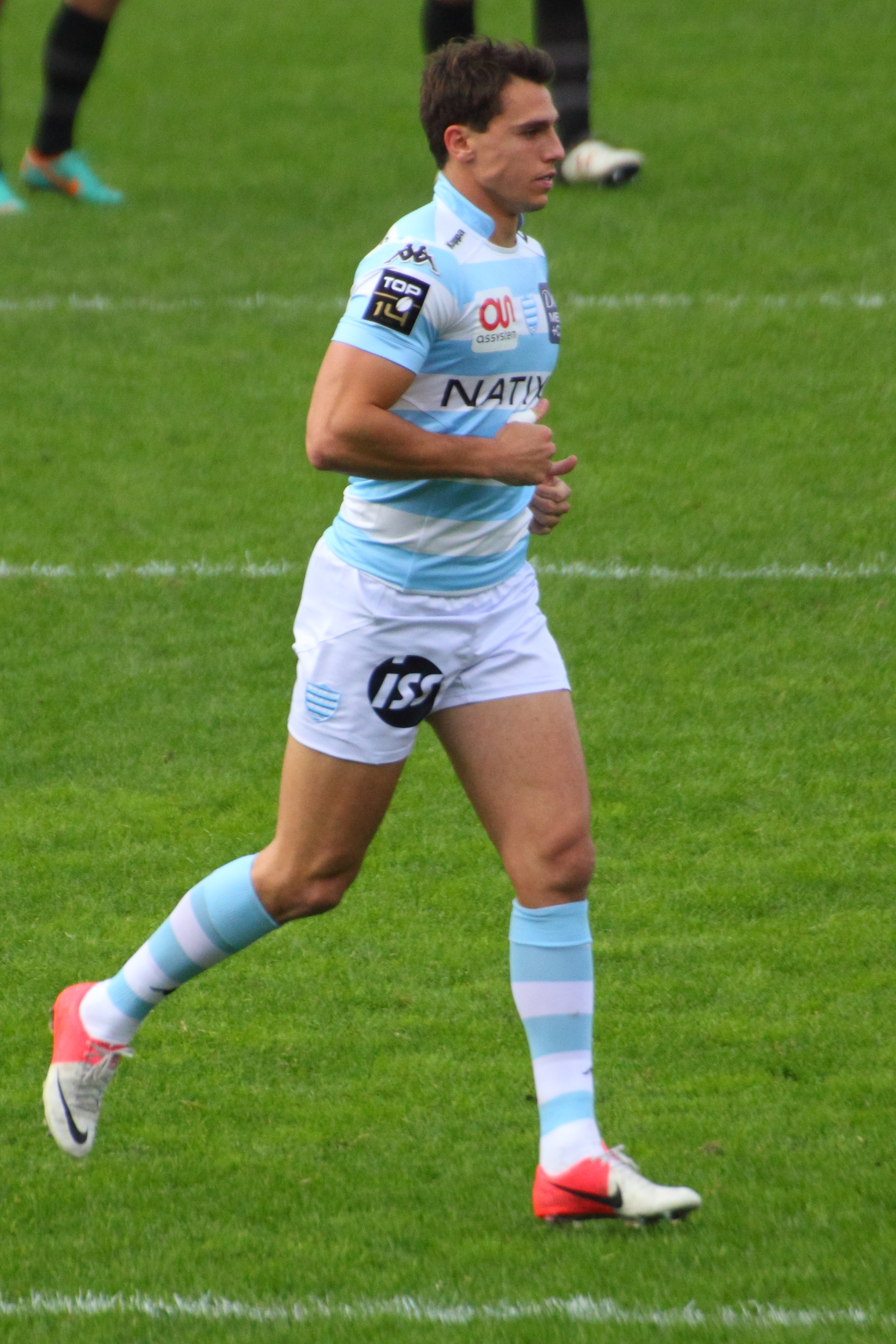
Juan Imhoff (en 2012)
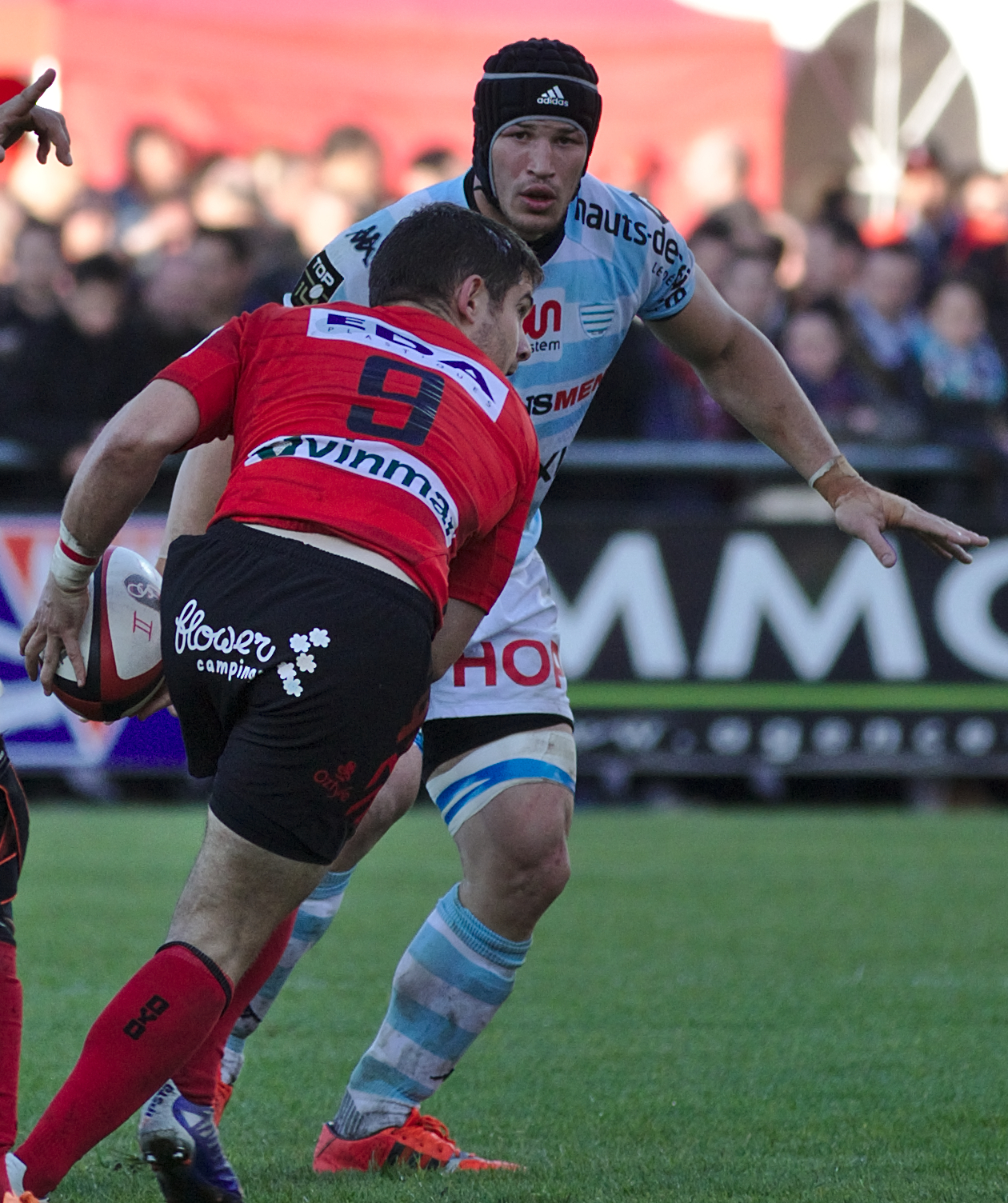
Wenceslas Lauret (en 2015)
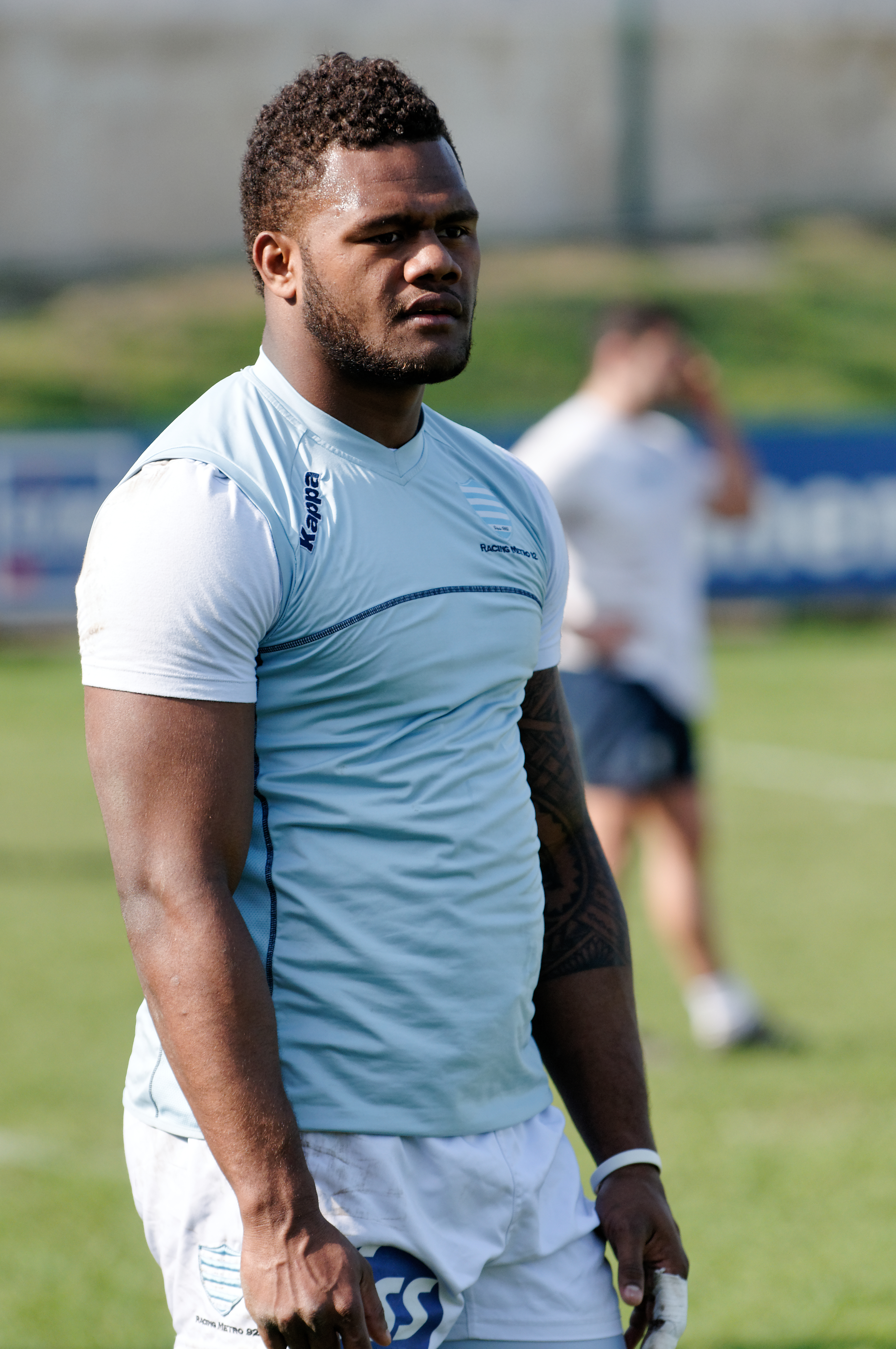
Virimi Vakatawa (en 2012)

### Points

#### Championnat de France
| Rang | Joueur           | Poste            | Points | Essais | Transf. | Pén. | Drops |
| ---- | ---------------- | ---------------- | ------ | ------ | ------- | ---- | ----- |
| 1    | Maxime Machenaud | Demi de mêlée    | 167    | 2      | 26      | 35   | -     |
| 2    | Antoine Gibert   | Demi d'ouverture | 80     | 1      | 15      | 15   | -     |
| 3    | Nolann Le Garrec | Demi de mêlée    | 76     | 2      | 12      | 14   | -     |
| 4    | Juan Imhoff      | Ailier           | 45     | 9      | -       | -    | -     |
| 5    | Teddy Thomas     | Ailier           | 30     | 6      | -       | -    | -     |

| Rang | Joueur              | Poste            | Essais |
| ---- | ------------------- | ---------------- | ------ |
| 1    | Juan Imhoff         | Ailier           | 9      |
| 2    | Teddy Thomas        | Ailier           | 6      |
| 3    | Camille Chat        | Talonneur        | 5      |
| -    | Wenceslas Lauret    | 3e ligne aile    | 5      |
| 5    | Virimi Vakatawa     | Centre           | 4      |
| -    | Donovan Taofifénua  | Ailier           | 4      |
| -    | Ibrahim Diallo      | 3e ligne aile    | 4      |
| -    | Yoan Tanga Mangene  | 3e ligne aile    | 4      |
| 9    | Baptiste Chouzenoux | 3e ligne aile    | 3      |
| -    | Olivier Klemenczak  | Centre           | 3      |
| -    | Cedate Gomes Sa     | Pilier           | 3      |
| 12   | Boris Palu          | 2e ligne         | 2      |
| -    | Nolann Le Garrec    | Demi de mêlée    | 2      |
| -    | Maxime Machenaud    | Demi de mêlée    | 2      |
| -    | Anthime Hemery      | 3e ligne aile    | 2      |
| -    | Max Spring          | Arrière          | 2      |
| 17   | Gaël Fickou         | Centre           | 1      |
| -    | Teddy Baubigny      | Talonneur        | 1      |
| -    | Henry Chavancy      | Centre           | 1      |
| -    | Antoine Gibert      | Demi d'ouverture | 1      |
| -    | Hassane Kolingar    | Pilier           | 1      |
| -    | Baptiste Pesenti    | 2e ligne         | 1      |
| -    | Kevin Le Guen       | Talonneur        | 1      |
| -    | Trevor Nyakane      | Pilier           | 1      |

#### Coupe d'Europe
| Rang | Joueur           | Poste            | Points | Essais | Transf. | Pén. | Drops |
| ---- | ---------------- | ---------------- | ------ | ------ | ------- | ---- | ----- |
| 1    | Nolann Le Garrec | Demi de mêlée    | 55     | -      | 5       | 15   | -     |
| 2    | Maxime Machenaud | Demi de mêlée    | 25     | -      | 5       | 5    | -     |
| 3    | Wenceslas Lauret | 3e ligne aile    | 20     | 4      | -       | -    | -     |
| -    | Juan Imhoff      | Ailier           | 20     | 4      | -       | -    | -     |
| -    | Teddy Thomas     | Ailier           | 20     | 4      | -       | -    | -     |
| 6    | Virimi Vakatawa  | Centre           | 10     | 2      | -       | -    | -     |
| 7    | Finn Russell     | Demi d'ouverture | 8      | 1      | -       | 1    | -     |
| 8    | Gaël Fickou      | Centre           | 5      | 1      | -       | -    | -     |
| 9    | Antoine Gibert   | Demi d'ouverture | 4      | -      | 2       | -    | -     |

| Rang | Joueur           | Poste            | Essais |
| ---- | ---------------- | ---------------- | ------ |
| 1    | Wenceslas Lauret | 3e ligne aile    | 4      |
| -    | Juan Imhoff      | Ailier           | 4      |
| -    | Teddy Thomas     | Ailier           | 4      |
| 4    | Virimi Vakatawa  | Centre           | 2      |
| 5    | Gaël Fickou      | Centre           | 1      |
| -    | Finn Russell     | Demi d'ouverture | 1      |
| -    | Max Spring       | Arrière          | 1      |

#### Total
| Rang | Joueur           | Poste            | Points | Essais | Transf. | Pén. | Drops |
| ---- | ---------------- | ---------------- | ------ | ------ | ------- | ---- | ----- |
| 1    | Maxime Machenaud | Demi de mêlée    | 192    | 2      | 31      | 40   | -     |
| 2    | Nolann Le Garrec | Demi de mêlée    | 131    | 2      | 17      | 29   | -     |
| 3    | Antoine Gibert   | Demi d'ouverture | 84     | 1      | 17      | 15   | -     |
| 4    | Juan Imhoff      | Ailier           | 65     | 13     | -       | -    | -     |
| 5    | Teddy Thomas     | Ailier           | 50     | 10     | -       | -    | -     |
| 6    | Wenceslas Lauret | 3e ligne aile    | 45     | 9      | -       | -    | -     |
| 7    | Virimi Vakatawa  | Centre           | 30     | 6      | -       | -    | -     |

| Rang | Joueur             | Poste         | Essais |
| ---- | ------------------ | ------------- | ------ |
| 1    | Juan Imhoff        | Ailier        | 13     |
| 2    | Teddy Thomas       | Ailier        | 10     |
| 3    | Wenceslas Lauret   | 3e ligne aile | 9      |
| 4    | Virimi Vakatawa    | Centre        | 6      |
| 5    | Camille Chat       | Talonneur     | 5      |
| 6    | Donovan Taofifénua | Ailier        | 4      |
| -    | Ibrahim Diallo     | 3e ligne aile | 4      |
| -    | Yoan Tanga Mangene | 3e ligne aile | 4      |

### Temps de jeu
L'ailier argentin Juan Imhoff est le joueur le plus utilisé du Racing 92 durant cette saison. Il joua 2159 minutes avec 27 titularisations pour 28 matches. Le joueur ayant joué le plus de matches est le talonneur Teddy Baubigny, avec 30 matches pour 13 titularisations.
| Rang | Joueur              | Poste            | Total    | Top 14   | Coupe d'Europe |
| ---- | ------------------- | ---------------- | -------- | -------- | -------------- |
| 1    | Juan Imhoff         | Ailier           | 2159 min | 1679 min | 480 min        |
| 2    | Yoan Tanga Mangene  | 3e ligne aile    | 1920 min | 1520 min | 400 min        |
| -    | Ibrahim Diallo      | 3e ligne aile    | 1742 min | 1362 min | 380 min        |
| -    | Wenceslas Lauret    | 3e ligne aile    | 1619 min | 1219 min | 400 min        |
| -    | Virimi Vakatawa     | Centre           | 1595 min | 1339 min | 256 min        |
| 6    | Gaël Fickou         | Centre           | 1553 min | 1073 min | 480 min        |
| 7    | Donovan Taofifénua  | Ailier           | 1444 min | 1427 min | 17 min         |
| 8    | Finn Russell        | Demi d'ouverture | 1413 min | 953 min  | 460 min        |
| 9    | Bernard Le Roux     | 2e ligne         | 1373 min | 1200 min | 173 min        |
| 10   | Boris Palu          | 2e ligne         | 1351 min | 1123 min | 228 min        |
| 11   | Baptiste Chouzenoux | 3e ligne aile    | 1321 min | 1043 min | 278 min        |
| 12   | Luke Jones          | 2e ligne         | 1219 min | 1075 min | 144 min        |
| 13   | Teddy Baubigny      | Talonneur        | 1218 min | 945 min  | 273 min        |
| 14   | Kurtley Beale       | Arrière          | 1214 min | 1054 min | 160 min        |
| 15   | Maxime Machenaud    | Demi de mêlée    | 1184 min | 1005 min | 179 min        |
| 16   | Camille Chat        | Talonneur        | 1165 min | 937 min  | 228 min        |
| 17   | Teddy Thomas        | Ailier           | 1150 min | 687 min  | 463 min        |
| 18   | Antoine Gibert      | Demi d'ouverture | 1106 min | 1008 min | 98 min         |
| -    | Hassane Kolingar    | Pilier           | 1070 min | 949 min  | 121 min        |
| 20   | Nolann Le Garrec    | Demi de mêlée    | 984 min  | 715 min  | 269 min        |
| 21   | Olivier Klemenczak  | Centre           | 924 min  | 914 min  | 10 min         |
| 22   | Guram Gogichashvili | Pilier           | 909 min  | 695 min  | 214 min        |
| 23   | Henry Chavancy      | Centre           | 901 min  | 681 min  | 220 min        |

## Sélections internationales
Durant les tests internationaux de novembre, cinq racingmen jouent avec leurs sélections, tous de nationalité différentes. Cependant, les français Donovan Taofifénua (0 sélection), Bernard Le Roux (47 sélections) et Ibrahim Diallo (1 sélection) sont également appelés par Fabien Galthié, mais ne joueront aucun match. Pour le Tournoi des Six Nations, Fabien Galthié rappelle ces mêmes joueurs mais aussi Yoan Tanga Mangene, Teddy Thomas et Virimi Vakatawa. Aucun d'entre eux ne sera sélectionné pour le Tournoi.
Durant la tournée d'été au Japon, le sélectionneur des Bleus appelle dans son groupe Vakatawa, Tanga et Diallo, mais aussi, pour la première fois, Nolann Le Garrec et Max Spring. Les deux premiers sont titulaires pour le premier match des Bleus, Tanga obtenant sa première cape, Vakatawa retrouvant la sélection pour la première fois depuis mars 2021. Lors du second match, Max Spring obtient sa première titularisation et Ibrahim Diallo est sur le banc pour sa deuxième sélection.
| Joueur              | Poste            | Pays           | Compétitions            | Compétitions      | Compétitions | Compétitions | Sélections (points) |
| Joueur              | Poste            | Pays           | Rugby Championship 2021 | Championship 2022 | Test match   | Tournoi 2022 | Sélections (points) |
| ------------------- | ---------------- | -------------- | ----------------------- | ----------------- | ------------ | ------------ | ------------------- |
| Gaël Fickou         | Centre           | France         | Non                     | Non               | Oui          | Oui          | 8 (10)              |
| Virimi Vakatawa     | Centre           | France         | Non                     | Non               | Oui          | Non          | 2 (0)               |
| Yoan Tanga          | 3e ligne         | France         | Non                     | Non               | Oui          | Non          | 2 (0)               |
| Max Spring          | Arrière          | France         | Non                     | Non               | Oui          | Non          | 1 (0)               |
| Ibrahim Diallo      | 3e ligne         | France         | Non                     | Non               | Oui          | Non          | 1 (0)               |
| Finn Russell        | Demi d'ouverture | Écosse         | Non                     | Non               | Oui          | Oui          | 8 (52)              |
| Juan Imhoff         | Ailier           | Argentine      | Non                     | Non               | Oui          | Non          | 2 (0)               |
| Kurtley Beale       | Arrière          | Australie      | Non                     | Non               | Oui          | Non          | 3 (3)               |
| Trevor Nyakane      | Pilier           | Afrique du Sud | Non                     | Non               | Oui          | Non          | 2 (0)               |
| Ben Volavola        | Demi d'ouverture | Fidji          | Non                     | Non               | Oui          | Non          | 4 (36)              |
| Guram Gogichashvili | Pilier           | Géorgie        | Non                     | Oui               | Oui          | Non          | 7 (0)               |